# SVB-Eerste Klasse 2019-20
La SVB-Eerste Klasse 2019-20 fue 64.ª edición de la SVB-Eerste Klasse. La pandemia del COVID-19 la liga fue abandonada y no hay campeón ni ascensos y descensos.

## Equipos participantes
- Flamingo FC
- Flora FC
- Junior FC
- Nacional Deva Boys
- Real Moengotapoe
- Sea Boys
- Slee Juniors FC
- SV Botopasi
- SV Groningen
- SV Kamal Dewaker
- SV Papatam
- SV Sophia
- SV Sunny Point
- Tahitie FC

## Tabla de posiciones
Actualizado el 9 de marzo de 2020.
| Pos. | Equipo             | Pts. | PJ | PG | PE | PP | GF | GC | Dif. |
| ---- | ------------------ | ---- | -- | -- | -- | -- | -- | -- | ---- |
| 1.º  | Slee Juniors FC    | 30   | 13 | 9  | 3  | 1  | 23 | 12 | 11   |
| 2.º  | Flora FC           | 27   | 12 | 8  | 3  | 1  | 27 | 13 | 14   |
| 3.º  | Sea Boys           | 26   | 13 | 8  | 2  | 3  | 34 | 17 | 17   |
| 4.º  | Junior FC          | 25   | 12 | 8  | 1  | 3  | 30 | 12 | 18   |
| 5.º  | Tahitie FC         | 24   | 13 | 7  | 3  | 3  | 32 | 22 | 10   |
| 6.º  | SV Sunny Point     | 21   | 13 | 5  | 6  | 2  | 22 | 16 | 6    |
| 7.º  | SV Groningen       | 17   | 13 | 5  | 2  | 6  | 35 | 27 | 8    |
| 8.º  | Nacional Deva Boys | 16   | 11 | 4  | 4  | 3  | 20 | 21 | −1   |
| 9.º  | SV Sophia          | 12   | 13 | 3  | 3  | 7  | 12 | 22 | −10  |
| 10.º | SV Kamal Dewaker   | 9    | 11 | 2  | 3  | 6  | 15 | 19 | −4   |
| 11.º | Flamingo FC        | 8    | 12 | 2  | 2  | 8  | 11 | 26 | −15  |
| 12.º | SV Papatam         | 6    | 11 | 1  | 3  | 7  | 16 | 33 | −17  |
| 13.º | SV Botopasi        | 6    | 10 | 3  | 0  | 7  | 13 | 34 | −21  |
| 14.º | Real Moengotapoe   | 4    | 11 | 0  | 4  | 7  | 11 | 29 | −18  |